# District de Bapatla
Le district de Bapatla est un district de l'État indien de l'Andhra Pradesh. Le siège du district est situé à Bapatla. Il est formé à partir des districts de Prakasam et de Guntur. Selon le recensement de l'Inde de 2011, le district compte une population de 1 586 918 habitants.